# ماكس فرانكل
ماكس فرانكل (17 تشرين الثاني 1856 في ريبنيك، سيليزيا العليا؛ 20 أيار 1926 في برلين) كان مهندسًا معماريًا يهوديًّا ألمانيًا ومديرًا للبناء الحكومي وكان مجال نشاطه الرئيس في برلين.

## حياته
كان ماكس فرانكل وشقيقه الأصغر جيمس فرانكل من بين أبناء الحاخام دانييل فرانكل الاثني عشر. انتقل ماكس مع جيمس إلى برلين وعاش في ما يسمى الآن بمنطقة برلين-لانكويتز. بعد أن أكمل تدريبه في الهندسة المعمارية، وأصبح قادرًا على تصميم المباني السكنية.

## أعماله

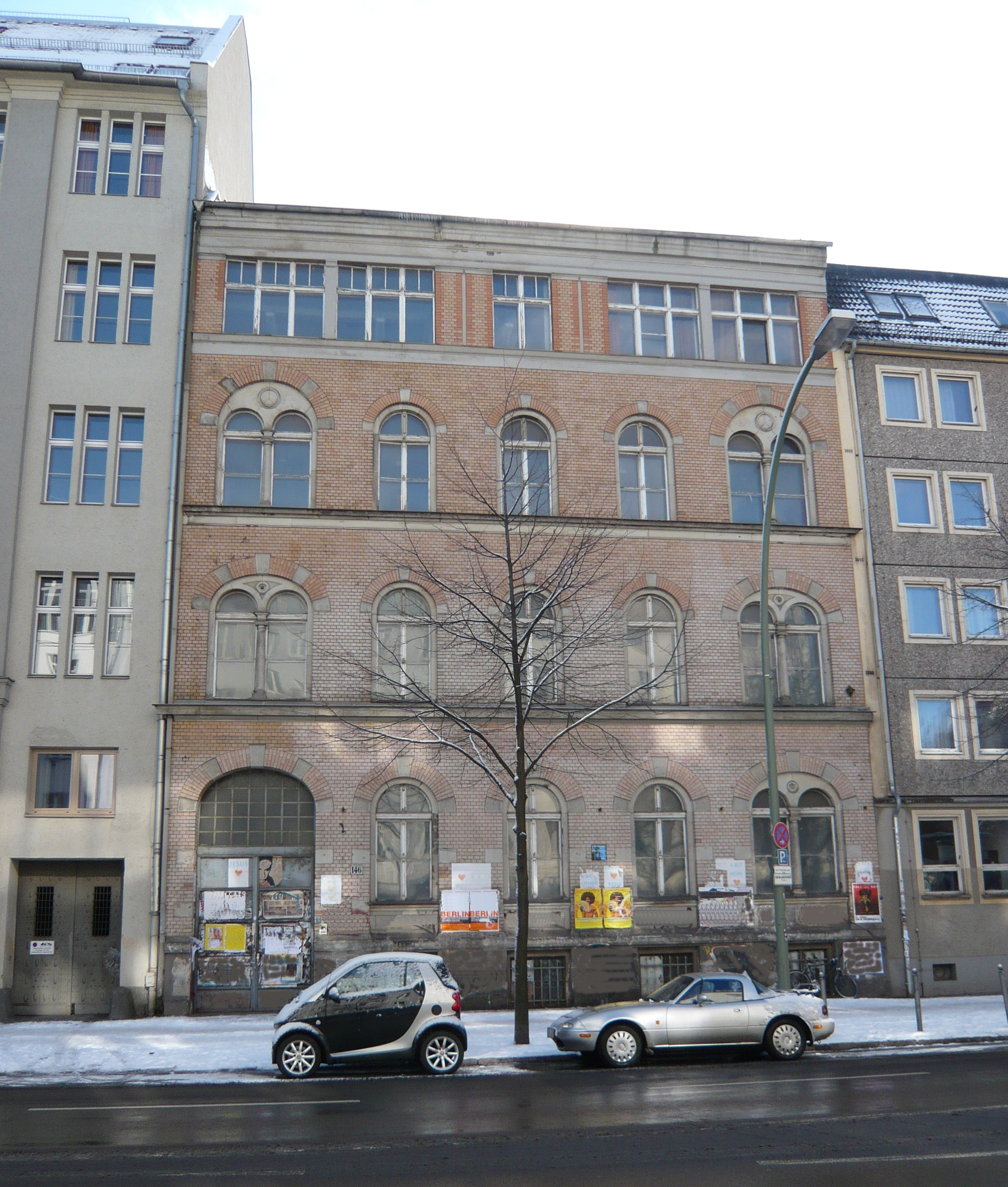
أنقاض المستشفى الإسرائيلي السابق في عام 2009

- منزل شقيقه جيمس في برلين-لانكويتز بالقرب من مصحة بيرولينوم، شارع سيمنس 68-69 (دُمر في ليلة قصف لانكويتز عام 1943)
- 1886–1887: إدارة بناء كنيسة قرية بيتزين
- 1899–1900: مبنى سكني ومتاجر ومصحة خاصة في شارلوتنبورغ ، شارع ماينكي10
- 1904: على قطعة الأرض الزاوية في ساحة فيلهلمسبلاتز في شتجليتز (فيلا فريدريش شتراسه 1/2، اليوم كارل-هاينريش-بيكر-ويج 6-10) تمكن ماكس فرانكل من بناء فيلا رومانسية غريبة نيابة عن الطبيب كارل فون دن شتاينن. لقد غيّر مالكو هذا المبنى بشكل متكرر واستخدمه أيضًا الحزب النازي خلال الحقبة النازية. في عام 1943 تعرض المبنى لقنبلة حارقة ودُمر بالكامل. يوجد اليوم مبنى معهد كلية الأرصاد الجوية في الجامعة الحرة، والذي صممه المهندسان المعماريان فيلينج وجوجل، مع برج مراقبة حديدي.
- 1908–1909: عيادة خاصة لطبيب أمراض النساء اليهودي بول ستراسمان في برلين-ميتي، شارع شومان 18 (فرقة مارينشتراسه 1–32، في حي المسرح الألماني، يُني على موقع مبنى سكني سابق. المنحوتات (النقوش التي تصور الأم المرضعة والأم المتعافية والباحث) من أعمال النحات النمساوي المجري ساندور جاراي. نجح ماكس فراينكل في تحقيق مظهر فخم لعيادة الأمومة من خلال الجمع بين عناصر فن الآرت نوفو وزخارف عصر النهضة. البوابة هي إشارة إلى اليونان القديمة. على الجملون يمكنك رؤية شعار النبالة مع الأحرف الأولى من طبيب أمراض النساء والباني (PS) في شكل قضيب إسكليبيوس. بعد الحرب العالمية الأولى، استحوذ ستراسمان على المنزل المجاور (شارع شومان 17) منذ عام 1831 أعاد بنائه لأغراض التدريس والبحث العلمي وفقًا لخطط ماكس فرانكل. بعد الحرب العالمية الثانية، احتلت إدارات مختلفة هذه المباني، ولكنها لم تساهم في الحفاظ على هيكل المبنى حتى بداية القرن الحادي والعشرين. وفي القرن التاسع عشر جُدد المبنيان، والآن يُستخدم المنزل رقم 18 مقرًّا لجمعية مكاتب الفواتير الطبية الخاصة. منذ عام 2006، يضم الطابق الأرضي معرضًا للفن الإسرائيلي الحديث، يسمى "آرت نيولاند برلين"، وهو فرع من آرت نيولاند تل أبيب.  ويوجد أيضًا مرفق للرعاية التلطيفية، في محاولة لدعم الاستيطان الإسرائيلي.
- إعادة بناء المستشفى الإسرائيلي، الذي بُني عام 1884، في برلين-ميتي، تورشتراسه 146 / لينينشتراسه 86.  لقد كان هذا المبنى فارغًا ومتهالكًا منذ عام 2000.

## الأدب
- هيئة الآثار الحكومية في برلين (المحرر) : منطقة ميتي، منطقة ميتي. (= تضاريس المعالم في جمهورية ألمانيا الاتحادية . المعالم الأثرية في برلين). دار مايكل إيمهوف للنشر، بيترسبيرج 2003، ISBN 3-935590-80-6 .